# Aeroportul Regional Ithaca Tompkins
Aeroportul Regional Ithaca Tompkins (IATA: ITH, ICAO: KITH, FAA LID: ITH) este un aeroport din New York, Statele Unite ale Americii ce deservește zona Ithaca. Aeroportul a fost tranzitat în 2019 de 218.504 pasageri. A fost numit după zona deservită.
Situat la o altitudine de 335 m, aeroportul dispune de 1 pistă.

## Infrastructură

### Piste
Aeroportul dispune de o singură pistă. Pista 14/32 are suprafața de asfalt și dimensiunile 6.977 picioare × 150 picioare. 